# Jean-Pierre Hansen (scientifique)
Pour les articles homonymes, voir Jean-Pierre Hansen et Hansen.
Jean-Pierre Hansen FRS (né le 10 mai 1942) est un physico-chimiste luxembourgeois et professeur émérite de l'université de Cambridge.

## Biographie
Jean-Pierre Hansen obtient un doctorat de l'université Paris-Sud 11 en 1969 et devient la même année chercheur pour le Centre national de la recherche scientifique. Un an plus tard, il déménage aux États-Unis pour un post-doctorat à l'université Cornell. Il retourne en France en 1973 pour travailler comme enseignant-chercheur à l'université Pierre-et-Marie-Curie où il devient professeur en 1977. En 1980, il est invité à l'Institut Laue-Langevin de Grenoble. 
En 1987, il rejoint l'École normale supérieure de Lyon à l'occasion de la création de cet établissement. Il y est nommé Direction adjoint chargé de la Recherche. Avec Stephan Fauve, il crée le laboratoire de physique de l'école. En 1990, l'Académie des sciences lui remet le Grand Prix de l'État pour son travail. Entre 1994 et 1997, il est professeur invité au département de physico-chimie de l'université d'Oxford. Il part en 1997 pour le Corpus Christi College de l'université de Cambridge où il devient professeur de chimie. 
La Société française de physique lui remet son Prix Special en 1998. Il est élu Fellow de la Royal Society en 2002. La European Physical Society lui remet son premier Liquid Matter Prize en 2005 et la Royal Society le récompense de la médaille Rumford en 2006.
En 2013, il reçoit avec Herman Berendsen le prix Berni J. Alder du Centre européen de calcul atomique et moléculaire.
En 2022, la revue Histoire de la recherche contemporaine publie un entretien avec lui, à l'occasion duquel il revient sur l'ensemble de son parcours.